# 耐Gスーツ

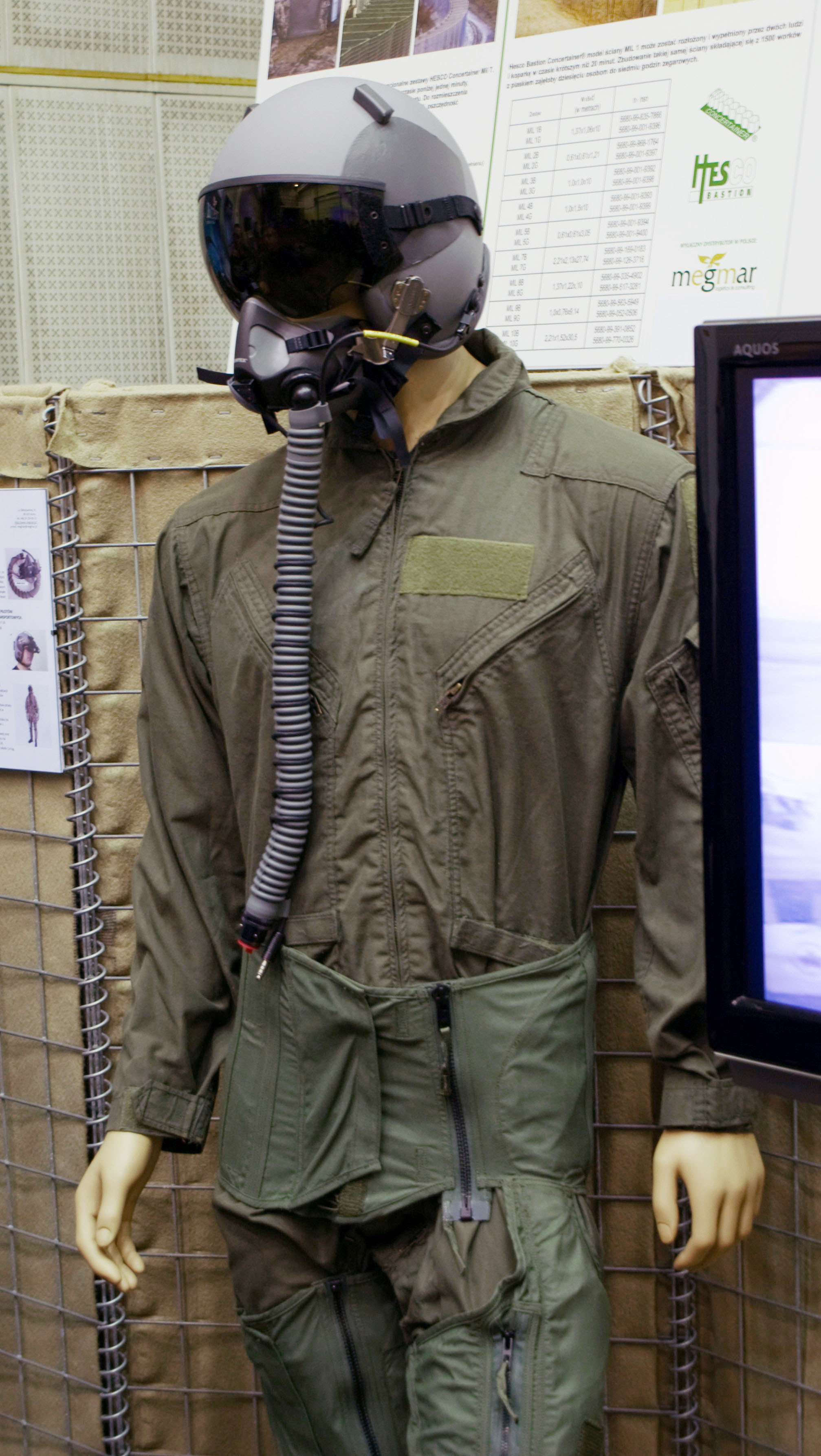
MSF830 Anti-G Suit

耐Gスーツ（たいジー スーツ）とは高いG（加速度）が戦闘機パイロットに掛かることによって発生するブラックアウトを軽減させるための衣類（パイロットスーツ）である。形状は下肢を被うズボン状である。戦闘機パイロットを同様に襲う生理現象のレッドアウトは軽減できない。
GにはプラスGとマイナスGがあるが、ブラックアウトはプラスGにて起こり、レッドアウトはマイナスGで起こる。ブラックアウトは血液がプラスGによって下肢に移動し、脳に十分な酸素供給ができなくなって貧血のように失神する状態をいう。航空機の構造上プラスGの方が大きく、発生する頻度や時間も多いので、戦闘機によるドッグファイトでは対策が重要となった。

## 開発された経緯

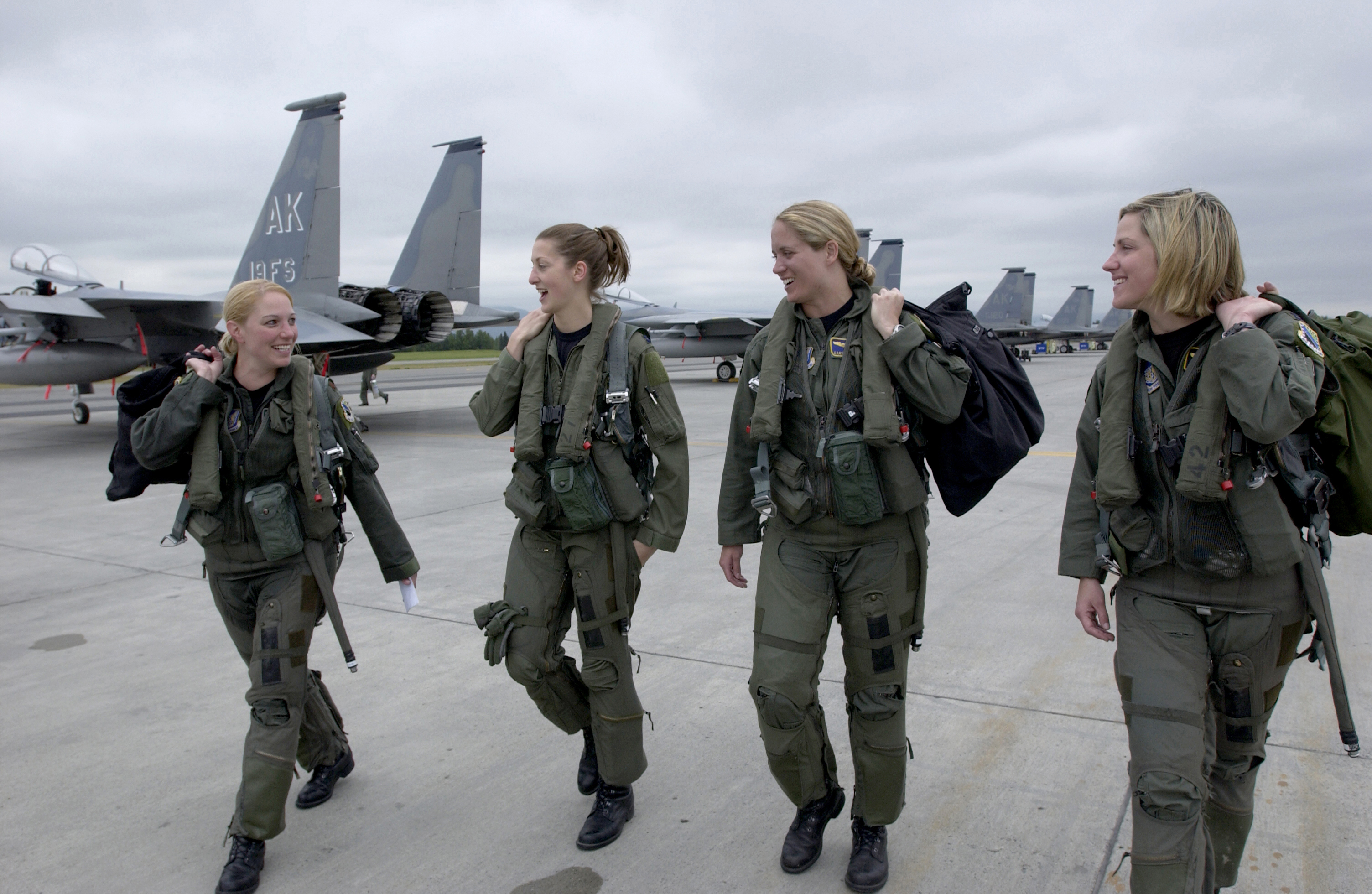
耐Gスーツを着たエルメンドルフ空軍基地第3航空団所属のF-15パイロット

第一次世界大戦中から、旋回・宙返りのような戦闘機の急激な挙動時に、パイロットが失神する危険性があることは経験上知られていた。戦闘機の急激な挙動に起因する強いGの影響による脳への血流障害であることが原因と判明したため、1941年にトロント大学のウィルバーR.フランクスにより開発された。
当時の耐Gスーツは脚部を水の圧力で圧迫し、Gがかかっても血流が下肢に集中するのを防止し、脳への血流障害が発生しないようにする構造となっていた。その後、アメリカ陸軍航空隊によって1944年9月に空気膨張式の耐Gスーツが開発され、太平洋戦争終盤には実戦で使用されるようになった。
第二次世界大戦以降のジェット戦闘機の登場を受け、より高速化した現代の戦闘機の航空戦ではパイロットにかかるGはより強いものとなり、耐Gスーツは戦闘機パイロットの標準装備品となっている。
航空機以外ではソユーズ宇宙船においてもCentaur耐Gパンツが用いられる。

## 機構
下半身を締め付けることで脳の虚血状態を防止する方法が考案された。スーツ自体の構造はズボン状の浮き輪あるいは救命胴衣のような構造で、搭乗時に操縦席にあるコネクタへホースで接続される。過剰なGがパイロットに掛かると自動的に圧搾空気がスーツ内へ送り込まれて下半身を圧迫し、血液の降下を軽減する。近年では従来のスーツに加えてベストやヘルメットにも同様の機能を付け、下半身だけでなく上半身や頭部も圧迫するようにしたコンバットエッジというものも登場しており、耐G能力をさらに向上させている。
航空機は、戦闘機に限らず設計段階で機体への限界Gが算出されており、それを超える操縦を行った場合は、空中分解や部品の破損、機体の寿命の低下が起こる。激しいGの増減が機体に加わるジェット戦闘機では、これを監視するために操縦席にGメーターが従来から備わっており、耐Gスーツへの自動加減圧は、その情報が利用される。

### 液体式
開発当初は液体が利用されていたが、高高度で気温が下がると熱伝導率が高いため、体温が奪われることや凍結すること、重量もかさむため、現在では軍用の耐Gスーツは空気式に置き換わっている。
レッドブル・エアレース・ワールドシリーズでは、常に低空を飛行するため、開始当初から水を使用した耐Gスーツ『G-Race Suits』が使われている。

## 限界と強化
訓練を積んでいない人間は6G程度で失神するといわれているが、瞬間的ならばより高Gであっても耐えることが出来る。トレーニングを積んだ曲技飛行士が耐Gスーツ（液体式）を使用すれば10Gでも操縦を続けることが可能であるが、体調などの要因で変化するためルールで制限をかけることが多い。

### 高Gトレーニング
戦闘機パイロットは耐Gスーツがない状態で8Gに耐えることが求められるが、G耐性には個人差があり特にグレイアウトの始まりは訓練の有無にかかわらず定則的である。しかしウェイトリフティングなどで上半身の筋肉を強化する、心肺機能を強化してより多くの酸素を脳へ供給できるようにする、大腿や腓腹筋など下半身の筋力強化する、ピラティス・メソッドなどで体幹を鍛えるなどの身体トレーニングにより、ブラックアウトになる限界のGを引き上げることが可能である。戦闘機パイロットだった油井亀美也は、訓練開始時点では3Gでグレイアウト、6Gでブラックアウトしていたが、訓練終了間際には8Gでもブラックアウトにならず訓練に合格した。
人間は慣れればある程度血流をコントロールすることが可能であるため『Gがかかる前に深呼吸して息を止め、下半身の筋肉を緊張させる』『適切なタイミングで呼吸を繰り返す』などの手法で一時的に失神を防ぐことが出来るという。また戦闘機パイロットは意図的に5G程度を体にかけグレイアウトになってから即緩めることで、1時間ほどG耐性を向上させる『Gウォーム』という手法を利用している。

### 後傾座席（seatback angle）
脳と心臓の高さが同じであればより多くの血液を供給できるため、座席のリクライニング角を大きくして高度差を抑える設計もある。
三角関数を用いて、見かけ上の脳と心臓の距離=脳と心臓の距離̈☓cos(座席後傾角)と表される。
ただし極端に角度を大きくすると腕と操縦桿が離れ前方の視界も制限されるため操縦に影響が出る。また+Gx 方向では6Gで呼吸機能が低下するとされる。
F-16ではリクライニング角を30度と深めているが、フライ・バイ・ワイヤを採用することで操縦桿を操縦者の右側に置き操縦に影響が出ないようにしている。耐Gスーツが実用化される以前には脳と心臓の高さが同一となり前方視界も確保できるとして、アカフリーク・ベルリン B9、サヴォイア・マルケッティ SM.93、R.S.4 ボブスレーのようなパイロットが伏臥位に近い状態で操縦する機体の実験が行われていた。耐Gスーツの実用化以降も姿勢の影響を調査するためグロスター ミーティア F8 プローン・パイロットのような実験機が製作されている。

### 加圧呼吸（Positive pressure Breathing for G: PBG）
加圧呼吸は、左心室と胸腔内血管に作用する肺内圧を高め、全身の動脈血圧を増加させることで耐G能力を高める。+Gx の加速が加わると、前胸壁と腹部内容物の重量が増加し呼吸が難しくなるが、肺を加圧することでこれに対抗することも出来る。加圧により機能的残気量、肺活量、および一回換気量がほぼ正常な +1 Gz レベルに戻る。
耐Gスーツ、後傾座席との併用により、耐G動作無しで９Gまで耐えられるとされる。同時に気圧が高まることで高高度でも十分な酸素を得られる。加圧呼吸がない場合高度が11,900 mを上回ると気圧が低すぎて純酸素でも十分な酸素分圧が得られなくなる。肺が破裂する圧外傷を防ぐため、耐Gスーツは上半身部分を膨張加圧し胸部を抑え込むが、スーツの加圧が強すぎれば胸が膨張しにくくなり呼吸が難しくなる。F-22戦闘機では呼吸困難による低酸素症の問題が報告されている。

## 応用
耐Gスーツの技術を救急医療に応用したものとして、ショックパンツ（MAST）がある。これは、骨盤骨折などに伴う出血性ショックに対して圧迫止血を行うとともに、下半身の血液を強制的に上半身へ還流させることで中枢部の血流を確保し、本格的な医療を行うまでの間の状態を維持するものである。ただし、心原性ショックについては下肢からの静脈還流が増加し、心臓に対する負荷が増して心不全を助長することから、禁忌とされている。